# General Idea

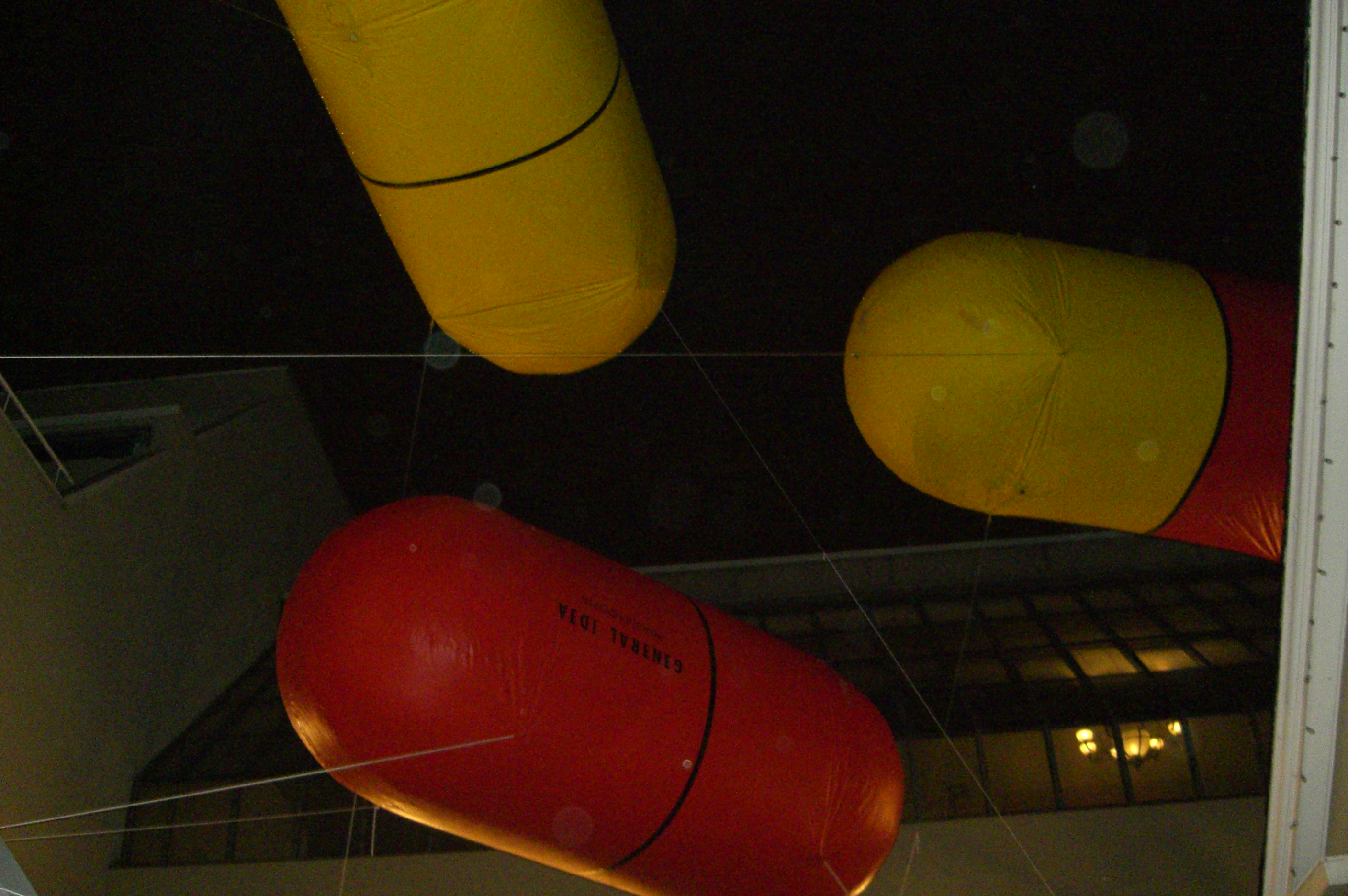
Pharma©opia auf der Nuit blanche in Toronto (2006)

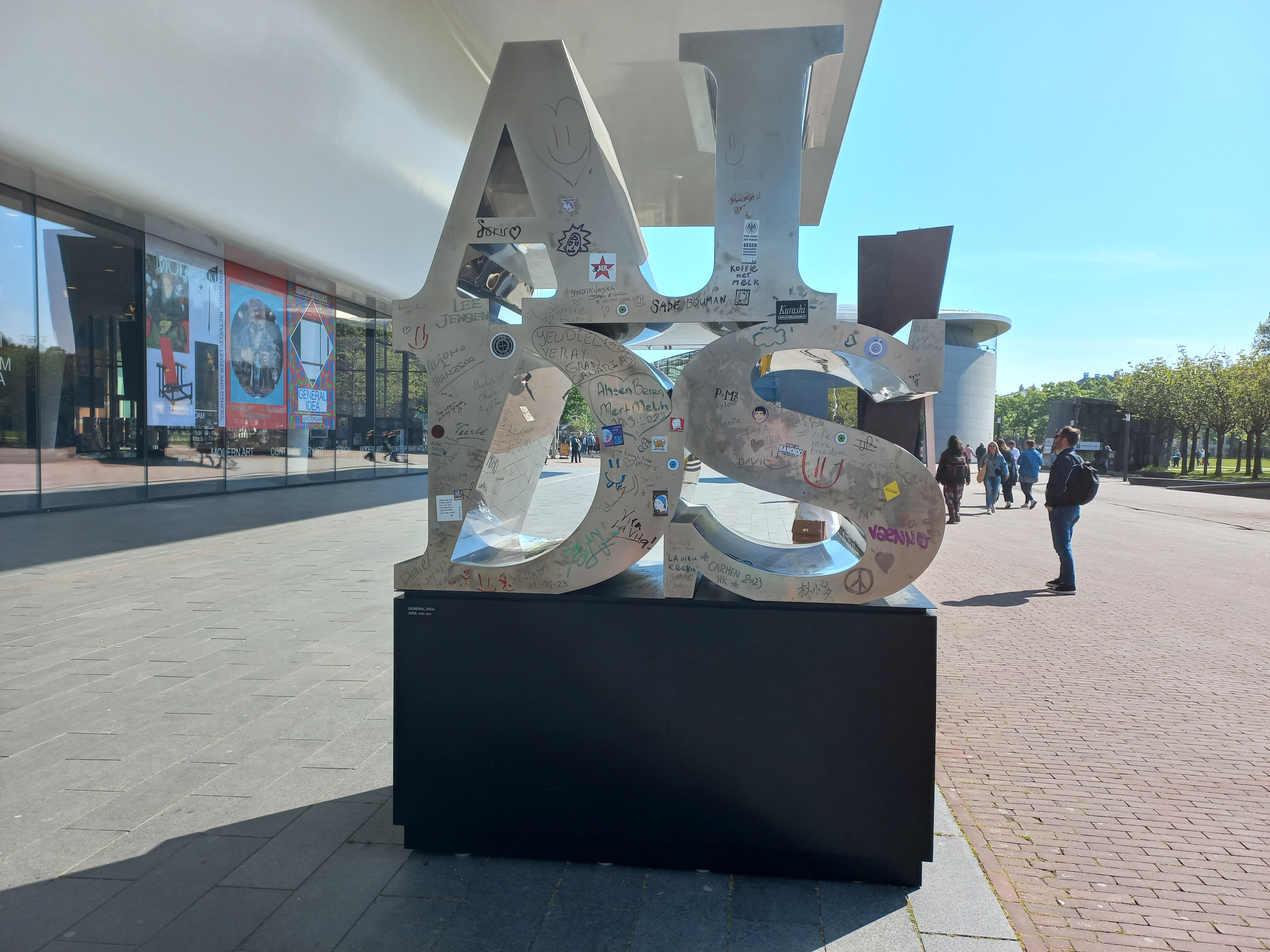
AIDS Sculpture Stedelijk Museum (2023)

General Idea war ein Kollektiv von drei kanadischen Künstlern: Felix Partz, Jorge Zontal und AA Bronson, die von 1967 bis 1994 aktiv waren. Als Pioniere der frühen konzeptuellen und medienspezifischen Kunst wurde ihre Zusammenarbeit ein Modell für künstlerinitiierte Aktivitäten und hat bis heute einen prominenten Einfluss auf nachfolgende Generationen von bildenden Künstlern.

## Geschichte
Zunächst arbeitete General Idea in Toronto. Von 1986 bis 1993 waren sie in Toronto und New York aktiv und kehrten für die letzte Phase des Kollektivs nach Toronto zurück.
General Ideas Werk setzt sich mit Formen der populären und Medienkultur, darunter Schönheitswettbewerbe, Boutiquen, Fernseh-Talkshows und Massenmedien auseinander. Ihr Werk manifestierte sich oft in unkonventionellen Formaten wie Postkarten, Drucke, Plakate, Tapeten, Luftballons, Kämmen und Nadeln. Von 1987 bis 1994 thematisierte General Idea mit einem Werkblock, der rund 75 temporäre Kunstwerke im öffentlichen Raum enthielt, die AIDS-Krise.
Ihre größte Installation war One Year of AZT/One Day of AZT, die im Museum of Modern Art, New York vorgestellt wurde und sich jetzt in der Sammlung der National Gallery of Canada befindet.
Felix Partz und Jorge Zontal starben 1994 an AIDS. AA Bronson arbeitet weiterhin als freischaffender Künstler und war von 2006 bis 2011 Direktor von Printed Matter Inc. in New York. Das General Idea Archiv befindet sich heute in der Bibliothek der National Gallery of Canada, Toronto.

## Ausgewählte Ausstellungen
- 2020/21
  - »Die Sonne um Mitternacht schauen. Gegenwartskunst aus dem Lenbachhaus und der KiCo Stiftung«, Städtische Galerie im Lenbachhaus, München[1]
- 2016
  - »General Idea: Broken Time/Tiempo Partido«, Museo Jumex, Mexiko-Stadt, Mexiko[2]
- 2013
  - »General Idea«, Taro Nasu Gallery, Tokio, Japan[3]
  - »General Idea P is for Poodle«, Mai 36 Galerie, Zürich, Schweiz[4]
  - »General Idea P is for Poodle«, Esther Schipper, Berlin, Deutschland[5]
- 2011/12
  - »Haute Culture: General Idea - Une retrospective 1969-1994«, Musée d’art moderne de la Ville de Paris, Paris, Frankreich[6]
  - »Haute Culture: General Idea - A Retrospective 1969-1994«, Art Gallery of Ontario, Toronto, Kanada[7]
- 1987
  - Teilnahme an der documenta 8 mit einer Installation[8]
- 1982
  - Teilnahme an der documenta 7 mit einer Videoarbeit[8]